# Hypolycaena mindoranus
Hypolycaena mindoranus är en fjärilsart som beskrevs av Hans Fruhstorfer 1912. Hypolycaena mindoranus ingår i släktet Hypolycaena och familjen juvelvingar. Inga underarter finns listade i Catalogue of Life.